# Mirat
S.A. Mirat, el Grupo Mirat, o más conocida simplemente como Mirat, es una empresa española fundada en 1812 en Salamanca y dedicada fundamentalmente a la producción de abonos y fertilizantes. Actualmente es una de las 100 mayores empresas de Castilla y León y la mayor de Salamanca, dentro del sector agropecuario. Con una actividad centrada tanto en España como en Portugal.
Dentro de las divisiones del grupo destaca Vitaterra, el mayor fabricante español de abonos y fertilizantes de jardín.
Sus instalaciones son el único exponente bien conservado de la industria salmantina del siglo XIX, además su interior conserva los restos del Monasterio de Nuestra Señora de la Victoria perteneciente a la Orden de San Jerónimo, de finales del siglo XV.

## Historia

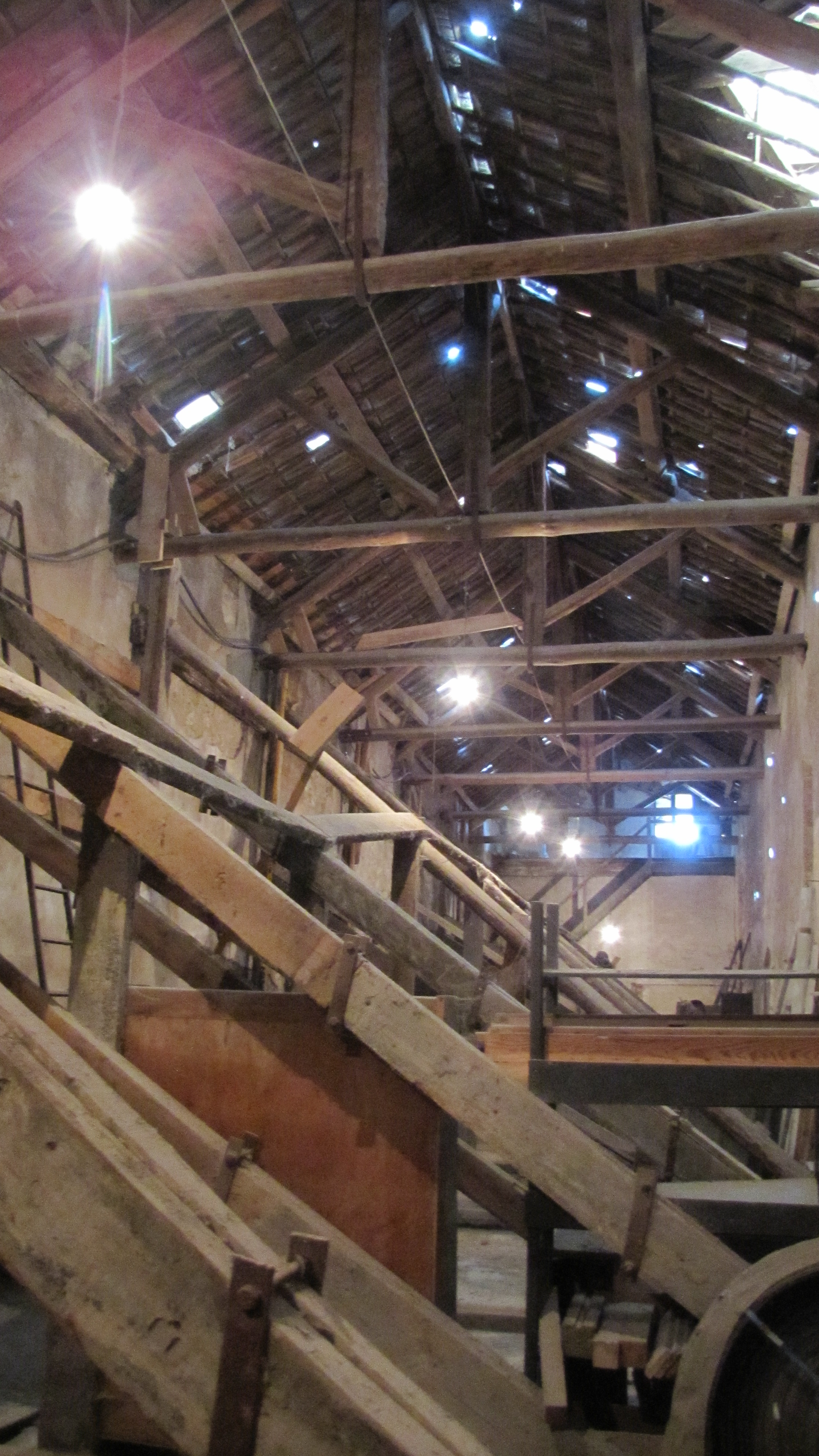
Apuntalamiento de principios de, en madera, en las antiguas instalaciones de Mirat en Salamanca

Los orígenes de esta empresa se inician en 1812, año en que D. Gregorio Mirat instaló una fábrica de almidones en Salamanca (España), posteriormente, se emprenden diversas líneas de negocio. En 1841 nace su hijo Juan Casimiro, que será fundamental en el desarrollo de la empresa. En 1853 Gregorio asocia en el negocio a su hijo, y algún tiempo después, la fábrica pasará a llamarse Mirat e Hijo. Juan Casimiro aplica los conocimientos adquiridos en su viaje por Francia y en 1876 ya exporta el género fuera de la península. Fue en ese mismo año, o en 1876, cuando se data el traslado de la fábrica cerca del Tormes, al Convento de San Jerónimo. En 1881 se comienza a producir también almidón de arroz, importante para el planchado de la ropa. Durante esa década se convierte en una de las primeras fábricas salmantinas en introducir el vapor como fuerza motriz. Durante aquella época disponían también de un almacén cerca de la antigua plaza de toros, en 1902 Casimiro comenzó a construir allí hotelitos, y a día de hoy esa avenida salmantina tiene el nombre de "Avenida de Mirat". En 1933 se constituyó en su actual forma legal como Sociedad Anónima, y en 1963 inició la producción de abonos complejos.
Sus instalaciones en Salamanca, originarias del siglo XIX, son los únicos exponentes en buen estado de conservación de la arquitectura industrial salmantina.

### Monasterio de Nuestra Señora de la Victoria
Integrado dentro de sus naves se encuentra el Monasterio de Nuestra Señora de la Victoria  perteneciente a la orden de Orden de San Jerónimo, fundado en el año 1490 y finalizado en 1513, que tras cerca de tres siglos de esplendor fue prácticamente devastado por las tropas francesas. Tras la primera y fallida experiencia industrial que arrasó con la mayor parte de los restos que todavía podrían encontrarse, el solar, finalmente, llegó a manos de la familia Mirat, que levantó la actual fábrica de abonos aprovechando algunas partes de la construcción religiosa que todavía se mantenían en pie. 
De esta forma, la fábrica conserva vestigios de muros, bodegas y algunas de las estancias del antiguo convento. Restos entre los que destacan el gran arco abovedado de más de tres metros del célebre Juan de Álava (autor de la Casa de las Muertes, del Colegio Fonseca o de los Siete emblemas de la Universidad de Salamanca), así como varios escudos labrados.
Chimeneas, naves del siglo XIX, largas arquerías de ladrillo y bóvedas del siglo XIX completan el testimonio del periodo industrializador.

## Divisiones del Grupo

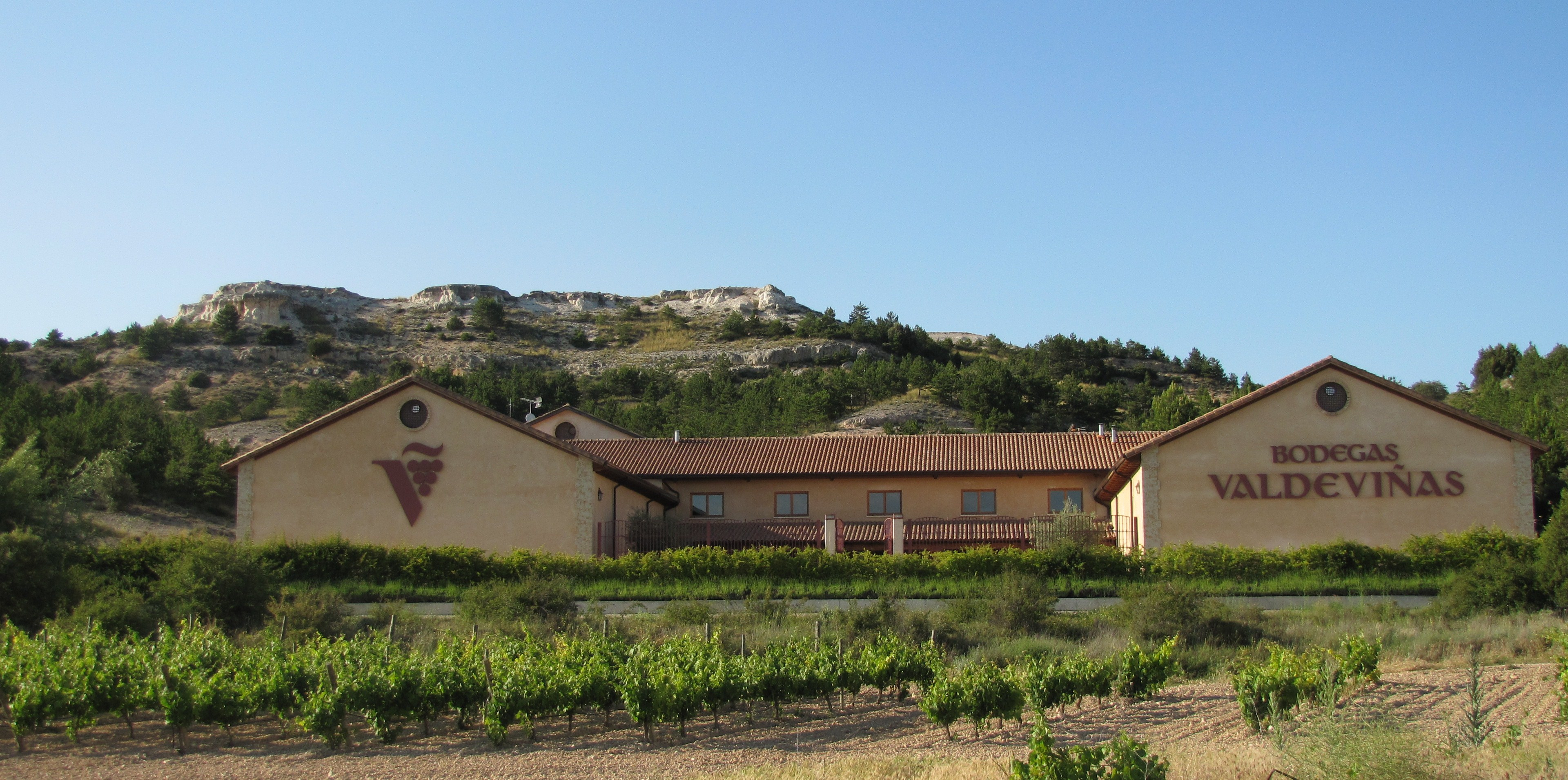
Bodegas Valdeviñas, en la D.O. Ribera del Duero.

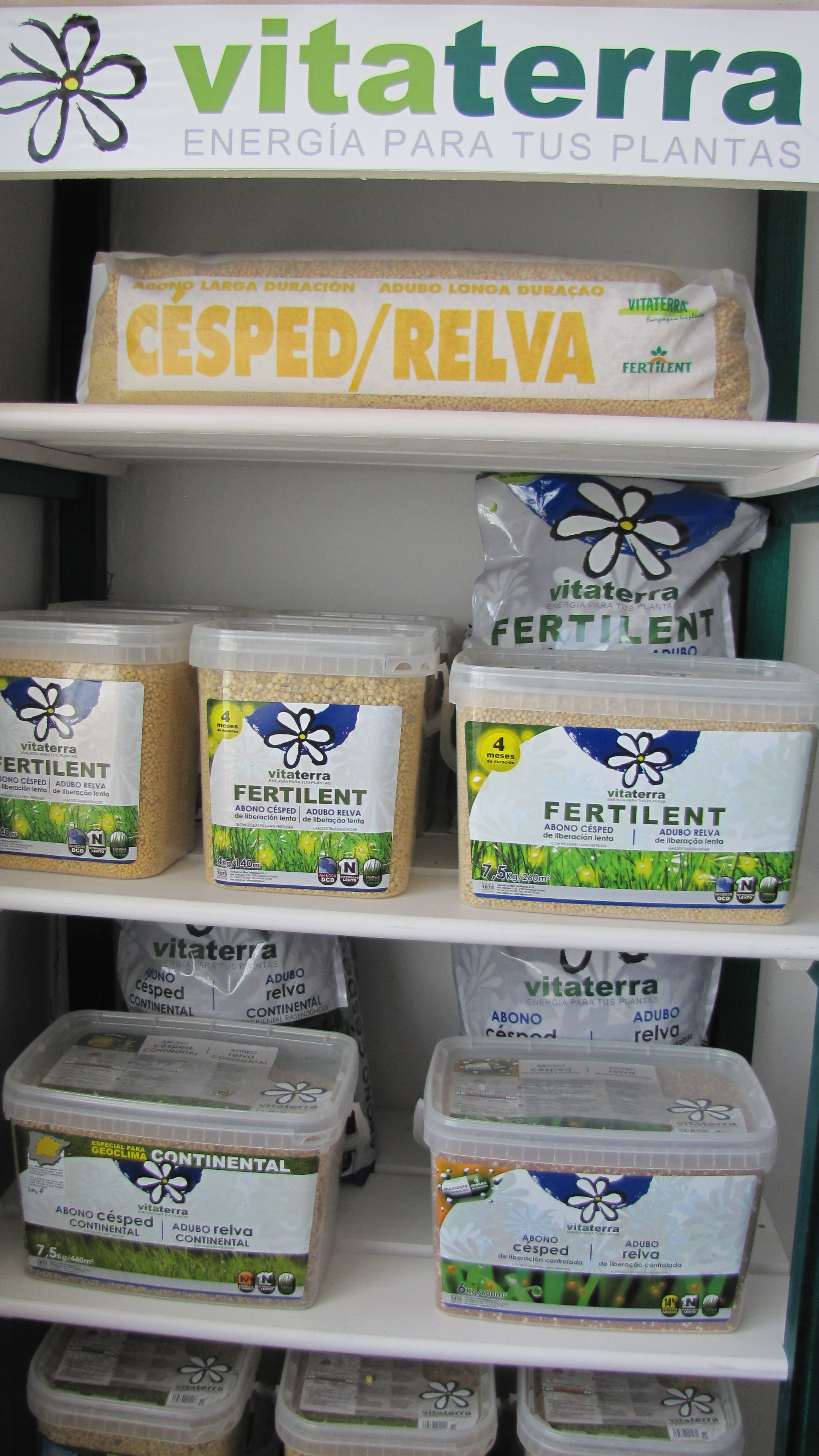
Abonos pertenecientes a Vitaterra.

El Grupo está formado por las siguientes divisiones:
- Fertilizantes
- Semillas
- División de jardinería: Vitaterra, Vitaterra Nature, Mas Plant. Siendo Vitaterra el mayor fabricante español de abonos y fertilizantes de jardín.
- Bodegas Valdeviñas: Mirat, Tinar, Torrelanga.
- Maquinaria Agrícola
- Distribución de Combustibles
- Líneas de viajeros
- Estaciones de servicio
- Fitosanitarios

## Galería de Fotos

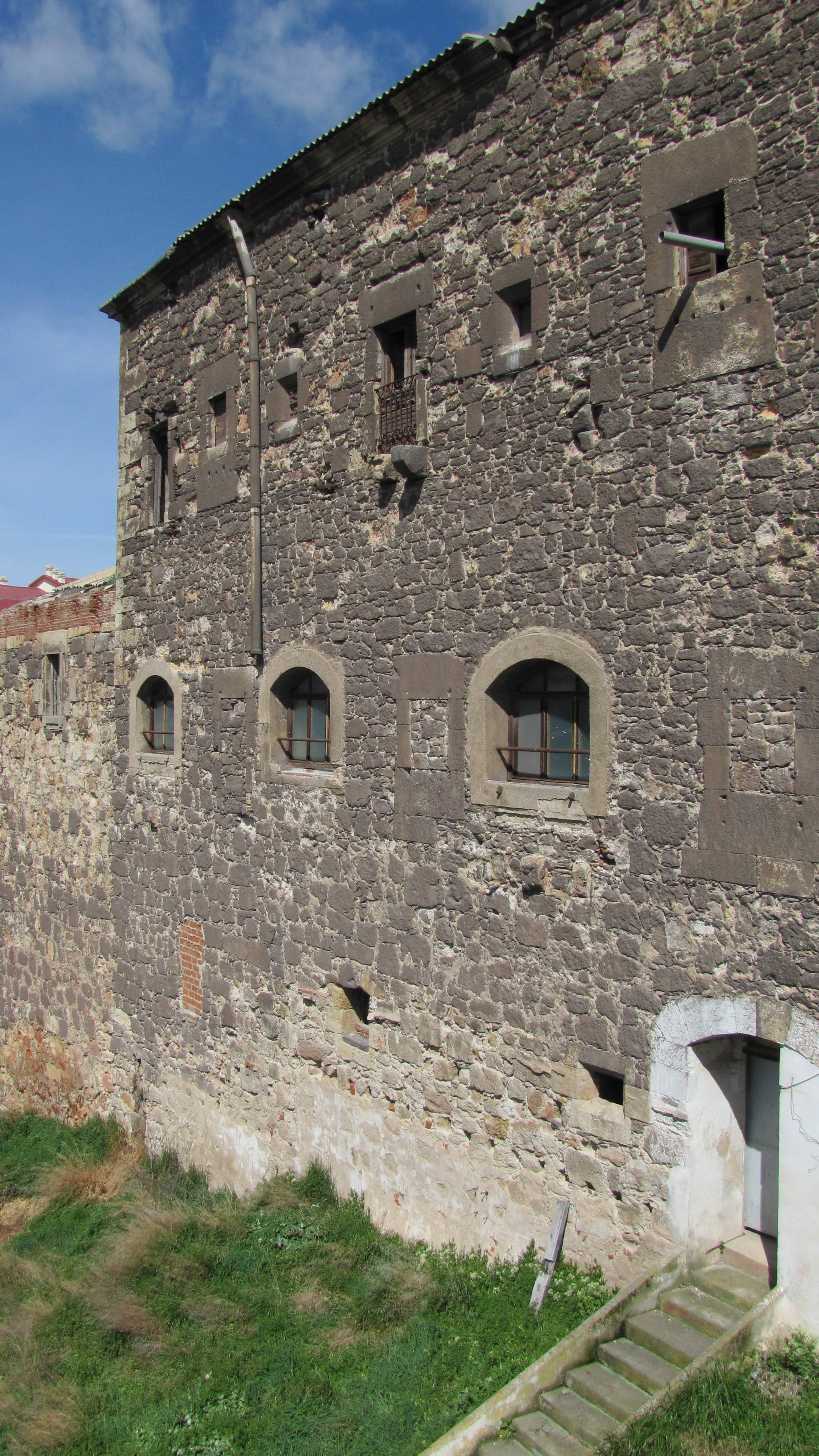
Antiguas dependencias del Convento de Nuestra Señora de la Victoria.
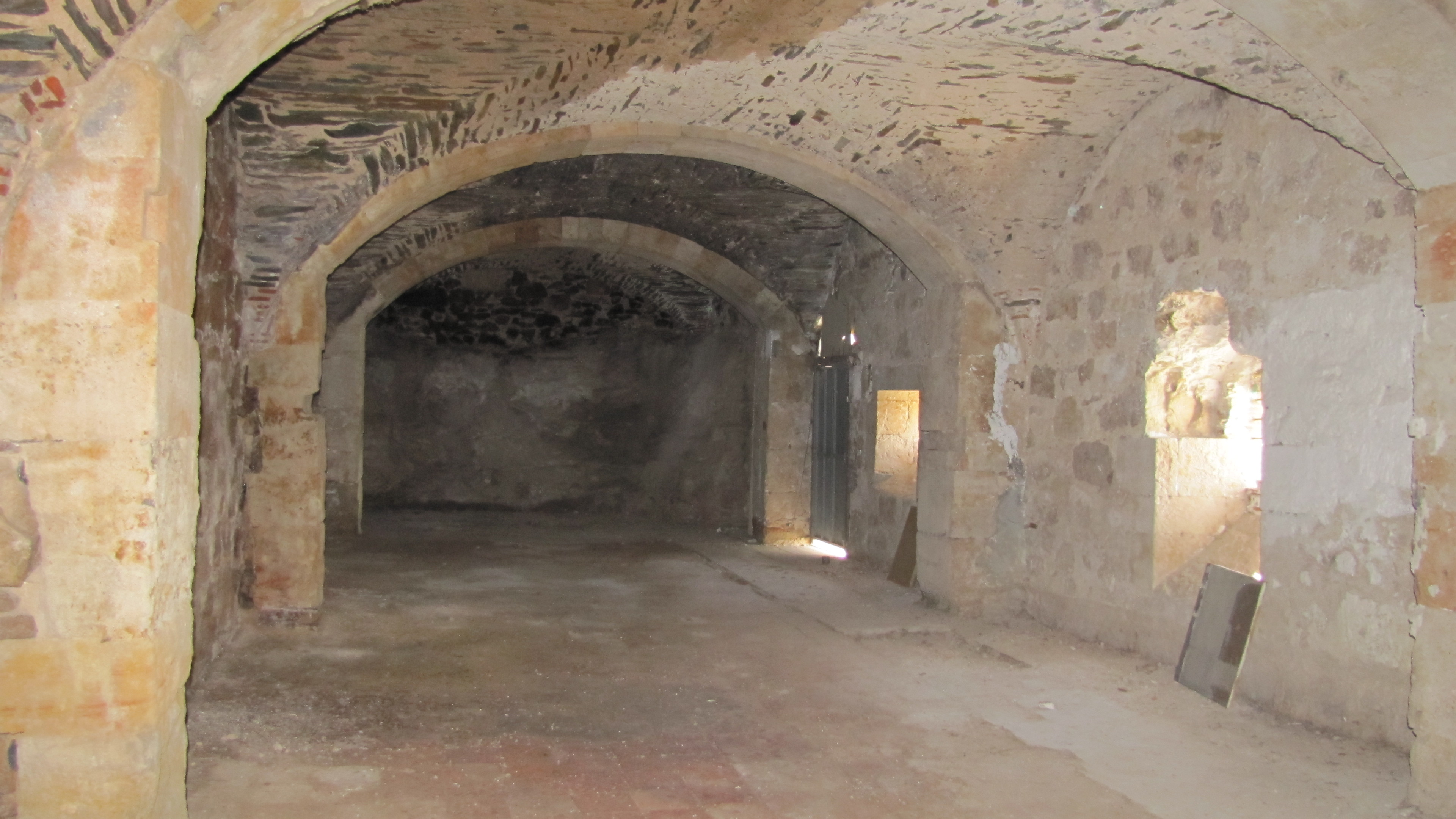
Interior de las antiguas dependencias del Convento.
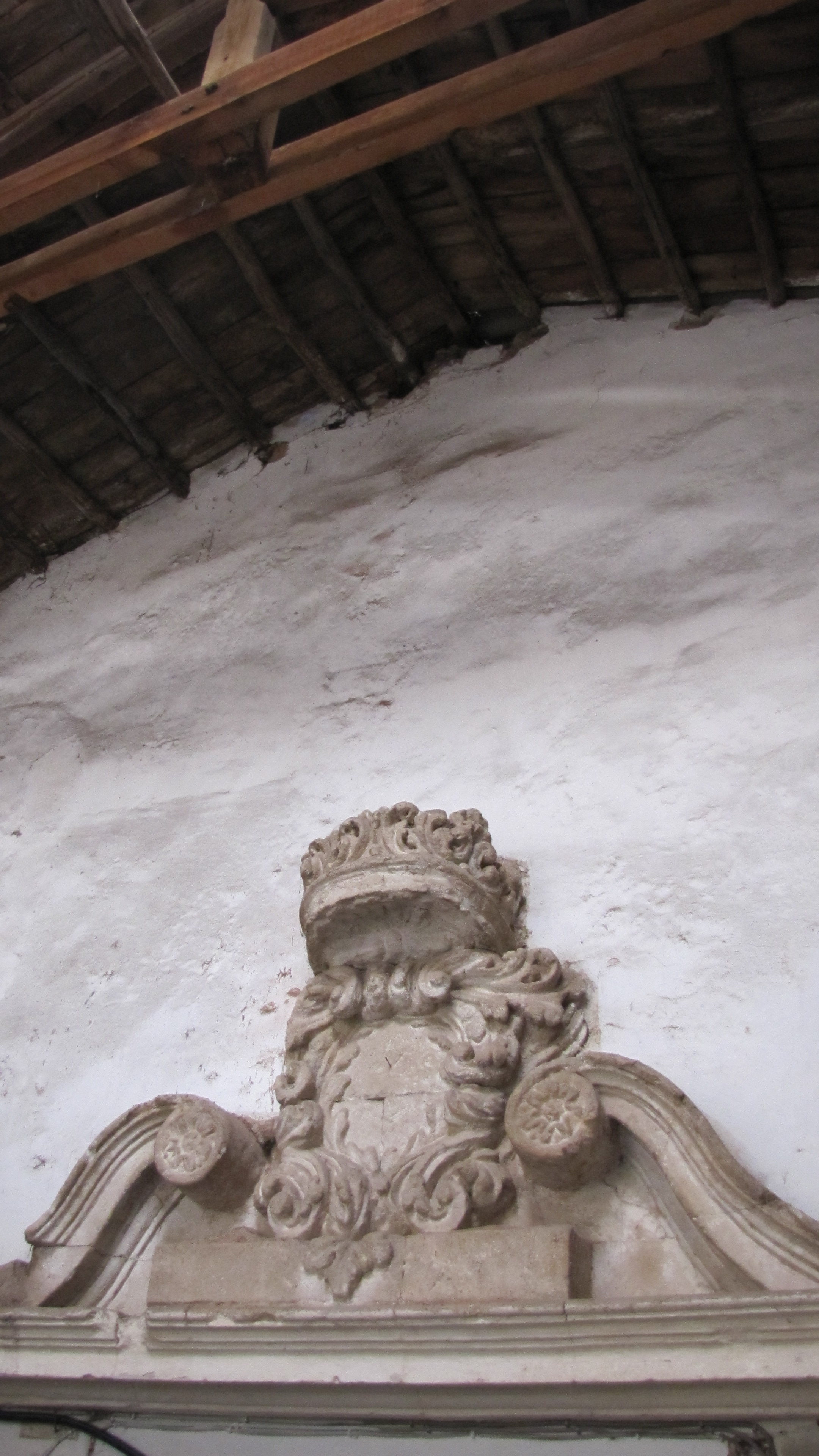
Detalle de una puerta barroca del siglo XVIII, dentro de las instalaciones.
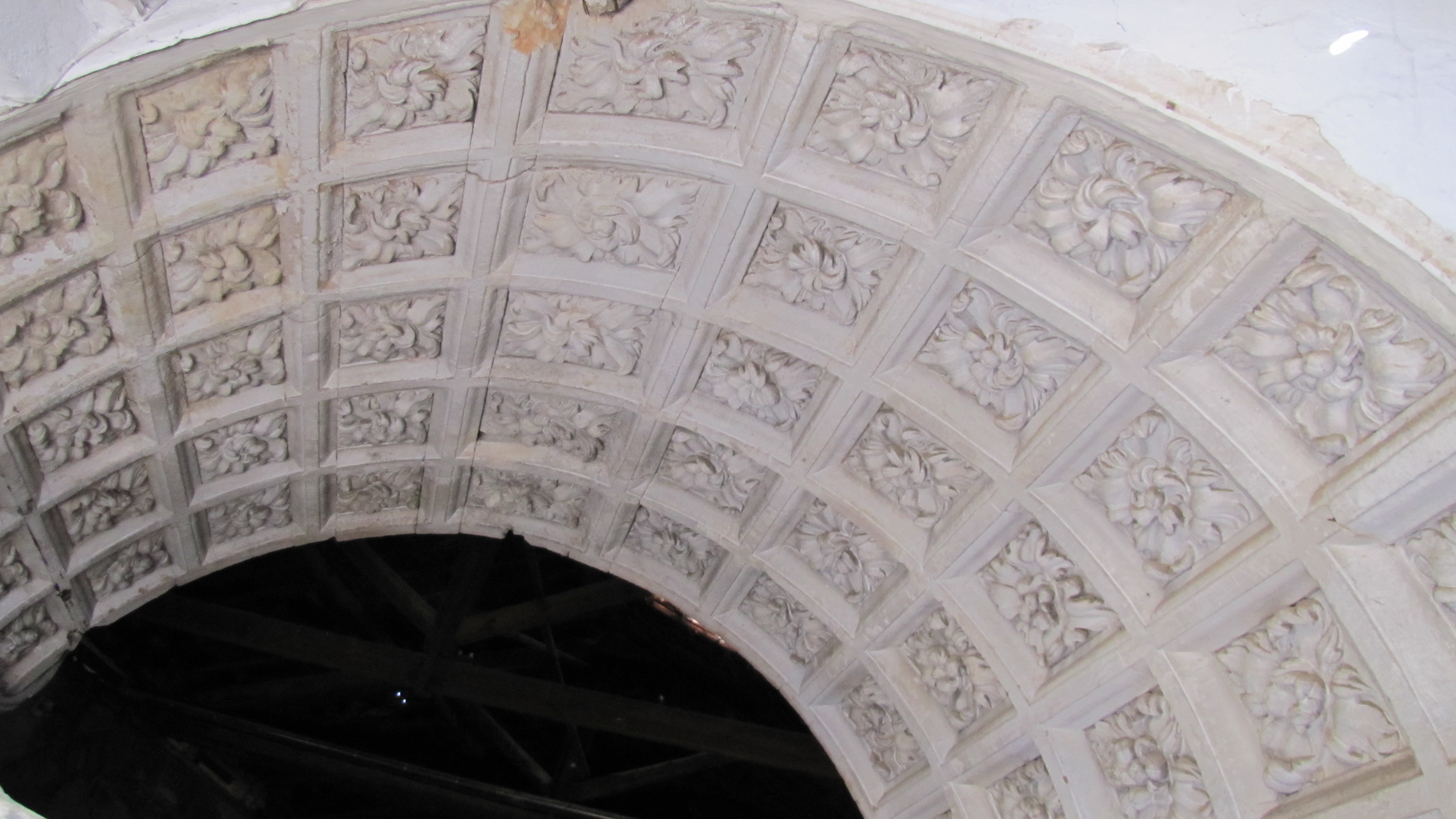
Detalle superior de un arco del monasterio, probablemente obra de Juan de Álava.